# Нова вас (Блоке)
Нова вас (словен. Nova vas) — поселення в общині Блоке, Регіон Нотрансько-крашка, Словенія. Висота над рівнем моря: 720 м.
В околицях села розташоване Плато Блоке.